# 庫尼西夫齊
48°49′5″N 25°22′24″E / 48.81806°N 25.37333°E
庫尼西夫齊（烏克蘭語：Кунисівці），是烏克蘭的村落，位於該國西部伊萬諾-弗蘭科夫斯克州，由科洛梅亚区負責管轄，始建於1461年，面積12.4平方公里，2001年人口927，人口密度每平方公里74.5人。